# Salmijärvet (Gällivare socken, Lappland, 749009-175774)
Salmijärvet är en sjö i Gällivare kommun i Lappland och ingår i Kalixälvens huvudavrinningsområde.